# 赫爾姆角
赫爾姆角（英語：Helm Point）是南極洲的海岬，位於維多利亞地的博克格雷溫克海岸，處於穆布賴灣西岸，屬於蜂巢嶺的一部分，由新西蘭探險隊命名，現時由南極條約體系管理。

## 外部連結
. . United States Geological Survey.   [2012-06-10].
72°11′S 170°0′E / 72.183°S 170.000°E